# Ignacio Santos
Ignacio Rodolfo Santos Pasamontes (La Habana, Cuba, 6 de marzo de 1962) es un periodista y presentador de televisión costarricense de origen cubano.

## Biografía
Ignacio Santos nació en Cuba en 1962, y emigró con su familia a Costa Rica cuando tenía 8 años de edad. Se graduó como abogado en la Universidad de Costa Rica en 1986 y como periodista en 1988, en el Collegium Studium Generalle de la Universidad Autónoma de Centroamérica. En 1988 se casó con la abogada Suzanne Fischel, se divorciaron en 2010. Actualmente, su pareja es Nancy Dobles quién es presentadora del mismo canal. En 2012 Fischel se casó con el expresidente de Costa Rica Oscar Arias Sanchez.
Sus primeros pasos en periodismo los dio en el periódico La Nación, de 1982 a 1984. Posteriormente ocupó el cargo de asesor de prensa, en la Cámara de Industrias de Costa Rica de 1984 a 1990. Fue director del Noticiario NC4, Canal 4 entre 1989 y 1998. Además se desempeñó como periodista y abogado en Telenoticias entre 1987 y 1989.
Obtuvo el premio «Jorge Vargas Gené» del Colegio de Periodistas de Costa Rica en 1994 y el Premio Nacional de Periodismo «Pío Víquez», del Ministerio de Cultura, en 1997.